# Au fil des saisons (film)
Pour plus de détails, voir Fiche technique et Distribution.
Au fil des saisons est une comédie dramatique franco-américaine réalisée par Hanna Ladoul et Marco La Via et sortie en 2024.

## Fiche technique
Sauf indication contraire, les informations mentionnées dans cette section peuvent être confirmées par les bases de données cinématographiques IMDb et Allociné,  présentes dans la section « Liens externes ».
- Titre original : Au fil des saisons
- Réalisation : Hanna Ladoul et Marco La Via
- Scénario : Hanna Ladoul et Marco La Via
- Musique : Juan Cortés
- Décors : Tom Darmstaedter
- Costumes : Jackye Fauconnier
- Photographie : Virginie Surdej
- Son : Brigitte Taillandier
- Montage : Camille Delprat
- Production : Aimée Buidine, Raphaël Gindre et Julien Madon
  - Production exécutive : Martin Scorsese
  - Production associée : Mikael Govciyan
  - Coproduction : Nathalie Toulza Madar, Mélita Toscan du Plantier et Bastien Sirodot
- Sociétés de production : Cheyenne Federation, Umedia et TF1 Studio
- Société de distribution : UGC Distribution
- Budget : 5,4 millions d'euros
- Pays de production :  France et  États-Unis
- Langue originale : anglais
- Format :
- Genre : Comédie dramatique
- Durée : 93 minutes
- Dates de sortie :
  - France : 21 février 2024

## Distribution
- Catherine Deneuve : Solange Fagard
- Andrea Riseborough : Laura Sanders
- Morgan Saylor : Charlie
- Naima Hebrail Kidjo : Joanna
- John Robinson : Sebastian
- Joseph Olivennes : Henry
- Ken Samuels : Miller, le shérif
- Maria Mc Clurg : Harris, son adjointe